# ブライアン・ロキオ
- ブライアン・ロッキオ

ブライアン・ホミー・ロキオ（Brayan Hommy Rocchio, 2001年1月13日 - ）は、ベネズエラのミランダ州カラカス出身のプロ野球選手（遊撃手）。右投両打。MLBのクリーブランド・ガーディアンズ所属。
愛称はザ・プロフェッサー（The Professor）。

## 経歴
2017年7月にアマチュア・フリーエージェントでクリーブランド・インディアンスと契約してプロ入り。
2018年に傘下のルーキー級ドミニカン・サマーリーグ・インディアンスでプロデビューし、ルーキー級アリゾナリーグ・インディアンスでもプレーした。この年は2チーム合計で60試合に出場して打率.335、2本塁打、29打点の成績を記録した。
2019年はA-級マホーニングバレー・スクラッパーズで69試合に出場して打率.250、5本塁打、27打点の成績を記録した。
2020年は新型コロナウイルスの影響でマイナーリーグの試合が開催されず、公式戦への出場はなかった。
2021年はA+級レイクカウンティ・キャプテンズで開幕を迎え、シーズン途中にAA級アクロン・ラバーダックスへ昇格。2チーム合計で108試合に出場して打率.277、15本塁打、63打点の成績を記録した。オフにルール・ファイブ・ドラフトでの流出を防ぐために40人枠に登録された。
2022年はAA級アクロンで開幕を迎え、8月20日にAAA級コロンバス・クリッパーズに昇格。2球団合計で132試合に出場して、打率.257、18本塁打、64打点、14盗塁の成績を残した。
2023年4月19日にメジャーに初昇格した。この時は試合には出場せず翌日にAAA級コロンバスに降格したが、5月16日にホセ・ラミレスの忌引リスト入りにともない再昇格。同日のシカゴ・ホワイトソックス戦でメジャーデビューを果たした（この試合での打撃成績は2打数1安打）。同月19日に一度はAAA級コロンバスに降格して6月2日にカル・クアントリルの故障者リスト入りなどによってメジャー再昇格を果たしたものの、同日の試合に出場しただけで、3日後には再びAAA級コロンバスに降格となった。それから2か月後にあたる8月2日にこの年3度目の昇格を果たすと、同月23日に降格するまで52試合に出場した。この年は最終的にメジャーで23試合に出場して打率.247、8打点を記録した。
翌2024年は開幕から一度もマイナーに降格すること無く、143試合に出場したが打率.206と不振だった。また、メジャー初本塁打を含む8本塁打、36打点、10盗塁を記録した。さらに、同年は自身初となるポストシーズンのロースター入りを果たすと、優勝決定シリーズでニューヨーク・ヤンキースに敗れて敗退するまでの全10試合に出場した。
2025年の開幕もメジャーで迎えたが、この年は5月7日までに35試合の出場で打率.165、本塁打なし、8打点と極度の打撃不振に陥り、同月12日にウィル・ブレナンを復帰させることに伴い、2年ぶりにAAA級コロンバスに降格した。

## 詳細情報

### 年度別打撃成績
| 年 度    | 球 団    | 試 合 | 打 席 | 打 数 | 得 点 | 安 打 | 二 塁 打 | 三 塁 打 | 本 塁 打 | 塁 打 | 打 点 | 盗 塁 | 盗 塁 死 | 犠 打 | 犠 飛 | 四 球 | 敬 遠 | 死 球 | 三 振 | 併 殺 打 | 打 率 | 出 塁 率 | 長 打 率 | O P S |
| -------- | -------- | ----- | ----- | ----- | ----- | ----- | -------- | -------- | -------- | ----- | ----- | ----- | -------- | ----- | ----- | ----- | ----- | ----- | ----- | -------- | ----- | -------- | -------- | ----- |
| 2023     | CLE      | 23    | 86    | 81    | 9     | 20    | 6        | 0        | 0        | 26    | 8     | 0     | 0        | 0     | 1     | 4     | 0     | 0     | 27    | 4        | .247  | .279     | .321     | .600  |
| 2024     | CLE      | 143   | 442   | 383   | 50    | 79    | 18       | 0        | 8        | 121   | 36    | 10    | 6        | 2     | 5     | 44    | 1     | 8     | 90    | 11       | .206  | .298     | .316     | .614  |
| MLB：2年 | MLB：2年 | 166   | 528   | 464   | 59    | 99    | 24       | 0        | 8        | 147   | 44    | 10    | 6        | 2     | 6     | 48    | 1     | 8     | 117   | 15       | .213  | .295     | .317     | .612  |

- 2024年度シーズン終了時

### ポストシーズン打撃成績
| 年 度     | 球 団     | シ リ ｜ ズ | 試 合 | 打 席 | 打 数 | 得 点 | 安 打 | 二 塁 打 | 三 塁 打 | 本 塁 打 | 塁 打 | 打 点 | 盗 塁 | 盗 塁 死 | 犠 打 | 犠 飛 | 四 球 | 敬 遠 | 死 球 | 三 振 | 併 殺 打 | 打 率 | 出 塁 率 | 長 打 率 |
| --------- | --------- | ----------- | ----- | ----- | ----- | ----- | ----- | -------- | -------- | -------- | ----- | ----- | ----- | -------- | ----- | ----- | ----- | ----- | ----- | ----- | -------- | ----- | -------- | -------- |
| 2024      | CLE       | ALDS        | 5     | 18    | 16    | 1     | 6     | 2        | 0        | 0        | 8     | 1     | 0     | 0        | 0     | 0     | 2     | 0     | 0     | 3     | 0        | .375  | .444     | .500     |
| 2024      | CLE       | ALCS        | 5     | 21    | 17    | 3     | 5     | 0        | 0        | 1        | 8     | 1     | 0     | 0        | 1     | 0     | 3     | 0     | 0     | 4     | 0        | .294  | .400     | .471     |
| 出場：1回 | 出場：1回 | 出場：1回   | 10    | 39    | 33    | 4     | 11    | 2        | 0        | 1        | 16    | 2     | 0     | 0        | 1     | 0     | 5     | 0     | 0     | 7     | 0        | .333  | .421     | .485     |

- 2024年度シーズン終了時

### 年度別守備成績
| 年 度 | 球 団 | 三塁（3B） | 三塁（3B） | 三塁（3B） | 三塁（3B） | 三塁（3B） | 三塁（3B） | 遊撃（SS） | 遊撃（SS） | 遊撃（SS） | 遊撃（SS） | 遊撃（SS） | 遊撃（SS） |
| 年 度 | 球 団 | 試 合      | 刺 殺      | 補 殺      | 失 策      | 併 殺      | 守 備 率   | 試 合      | 刺 殺      | 補 殺      | 失 策      | 併 殺      | 守 備 率   |
| ----- | ----- | ---------- | ---------- | ---------- | ---------- | ---------- | ---------- | ---------- | ---------- | ---------- | ---------- | ---------- | ---------- |
| 2023  | CLE   | 6          | 5          | 6          | 2          | 0          | .846       | 18         | 21         | 37         | 2          | 9          | .967       |
| 2024  | CLE   | -          | -          | -          | -          | -          | -          | 142        | 166        | 284        | 12         | 75         | .974       |
| MLB   | MLB   | 6          | 5          | 6          | 2          | 0          | .846       | 160        | 187        | 321        | 14         | 84         | .973       |

- 2024年度シーズン終了時

### 背番号
- 6（2023年）
- 4（2024年 - ）